# Stiftung Pfennigparade
 Die Stiftung Pfennigparade ist ein Rehabilitationszentrum für Menschen mit Körperbehinderung mit Sitz in München. Der Name leitet sich von der US-amerikanischen Wohltätigkeitsorganisation March of Dimes ab. Die 1952 als Verein gegründete Stiftung bildet gemeinsam mit 13 Tochtergesellschaften und einem Förderverein die Gruppe Pfennigparade.

## Geschichte

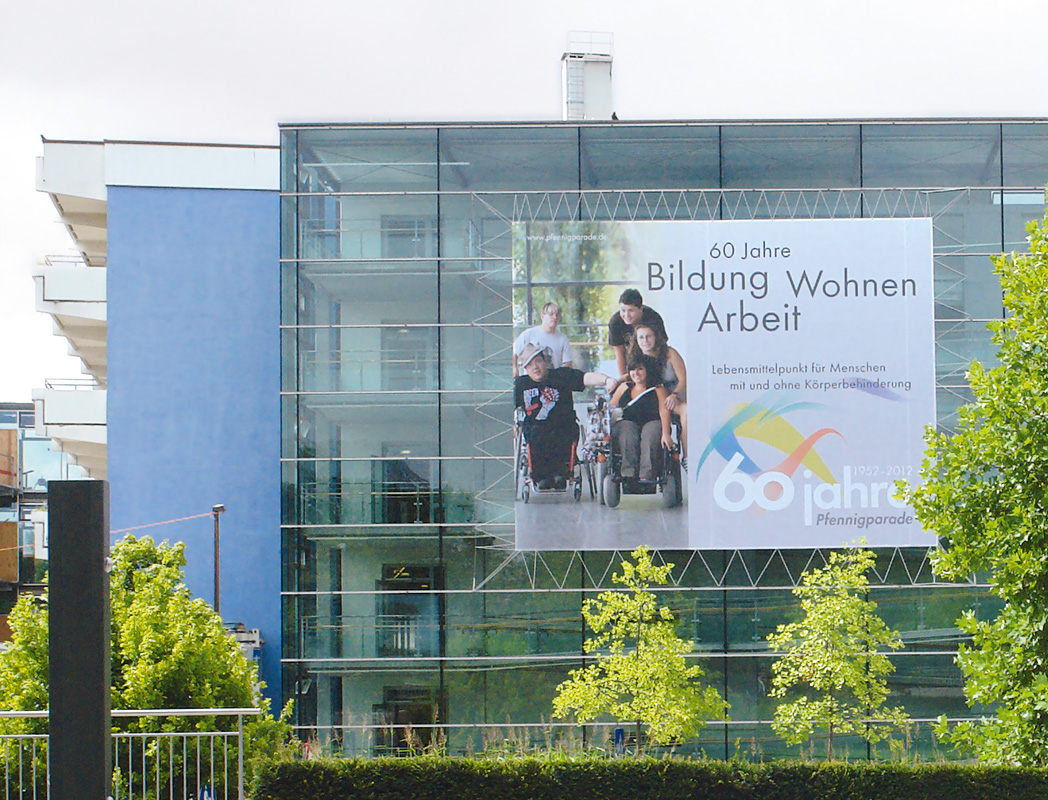
Schulgebäude der Stiftung Pfennigparade

Nach dem Zweiten Weltkrieg gründete sich in München eine Bürgerinitiative zugunsten von an Poliomyelitis erkrankten Menschen, die 1952 als Verein registriert wurde. Als erste große Aktion übernahm der Verein 1956 die Impfkosten gegen Polio für finanziell schwache Patienten in Bayern. Im Jahr darauf organisierte der Verein die Internationale Poliomyelitis-Konferenz in München. In den folgenden Jahren wurde die Zusammenarbeit mit dem Krankenhaus Schwabing intensiviert und die Nachsorge für Poliopatienten übernommen. Der Contergan-Skandal im Jahr 1960 erweiterte den Kreis der von der Pfennigparade betreuten Menschen mit Behinderung.
Laut Angaben der Stiftung Pfennigparade führte Bayern 1961 auf Anregung des Vereins als erstes Bundesland die aktive Impfung gegen Polio ein. 1962 begann die Spendenaktion Bausteinparade der Münchner Abendzeitung und des Bayerischen Rundfunks, die die Finanzierung eines neuen Gebäudes ermöglichte. 1969 wurde eine Realschule für Schüler mit Körperbehinderung genehmigt.
In den 1970er Jahren entstanden mehrere neue Angebote, darunter ein Wohnheim für künstlich beatmete Menschen, Schulen, ein Kindergarten, barrierefreie Appartements sowie eine Werkstatt für Menschen mit Körperbehinderung.
1979 errichtete der Verein Pfennigparade die Stiftung Pfennigparade.
In den Folgejahren erweiterte die Stiftung Pfennigparade ihr Angebot. So eröffnete die Werkstatt für Menschen mit Körperbehinderung Anfang der 1980er Jahre auch außerhalb Münchens Niederlassungen. Ab den 1990er-Jahren entstanden neue Förderangebote und Werkstätten für Menschen mit Behinderung. 2006 gründete die Pfennigparade gemeinsam mit drei weiteren Gesellschaften das Kinderhaus AtemReich, in dem beatmete Kinder und Säuglinge bis zum Schulalter leben.
Im Juni 2022 konnte die Pfennigparade im Alten Rathaus München ihr 70-jähriges Jubiläum feiern. Als gemeinnützige Stiftung mit 15 Tochterunternehmen und rund 2500 Mitarbeiterinnen und Mitarbeitern unterhält sie 80 Dienste und Einrichtungen an 37 Standorten und betreibt Kinderhäuser, Schulen, Tages- sowie Förderstätten.

## Struktur der Stiftung
An der Spitze der Stiftung steht ein 10-köpfiger Stiftungsrat. Ihm gehören führende Persönlichkeiten aus der Medizin, Pädagogik, Politik und Wirtschaft an. Geleitet wird die Stiftung von zwei Vorständen: Ernst-Albrecht von Moreau und Dr. Oliver Gosolits. Zur Stiftung Pfennigparade gehören 15 Tochtergesellschaften sowie ein Verein. Alle Tochtergesellschaften sind gemeinnützig.

### Bildung
Der Bildungsbereich der Pfennigparade umfasst inklusive Kindergärten und Schulen, die mittlerweile von genauso vielen Kindern ohne wie mit Behinderung besucht werden. Zum Bildungsbereich der Pfennigparade gehört die Ernst-Barlach-Schulen GmbH mit 374 Bildungsplätzen (Stand: 2023), die Phoenix Schulen und Kitas GmbH mit 733 Bildungsplätzen (Stand: 2023) sowie seit 2023 die mitundo Kinderhäuser GmbH mit 396 Bildungsplätzen (Stand: 2023).

### Wohnen
Das Wohnangebot besteht aus 500 Wohnplätze für Kinder, Jugendliche und Erwachsene mit Behinderung. Davon sind mehr als 200 Einzelappartements und rund 300 in Wohngemeinschaften, verteilt in der Stadt und im Landkreis München.

### Medizin und Therapie
Angeschlossen an die Stiftung Pfennigparade sind begleitende medizinische, therapeutische und beratende Dienste. Das therapeutische Angebot umfasst Physiotherapie, Ergotherapie und Logopädie. Alle Behandlungen werden in zwei Gemeinschaftspraxen angeboten (Praxis am Petuelpark, Barlachstraße und Praxis Forum am Luitpold, Belgradstraße).

### Beratung und Begleitung
Ein wichtiger ergänzender Bereich der Stiftungsarbeit ist die Beratung und Begleitung. Hierzu zählen soziale, psychologische, seelsorgerische und therapeutische Dienste. Im Beratungs- und Sozialdienst bekommen Menschen mit Körperbehinderung und ihre Angehörigen in sozialen, wirtschaftlichen und rechtlichen Fragen sowie in Fragen zur Aufnahme in einer Werkstatt, Wohnmöglichkeiten und schulischen Angeboten Auskunft und Unterstützung.

### Arbeit
Den Bereich Arbeit bilden die Pfennigparade Perspektive GmbH, die Pfennigparade VUB GmbH, die Pfennigparade SIGMETA GmbH, die input inklusiv gGmbH sowie die die Pfennigparade PSG GmbH und die Pfennigparade ChancenWerk GmbH. Dabei handelt es sich um Förderstätten, Werkstätten für Menschen mit Behinderung und Inklusionsunternehmen.

### Freizeit, Sport und Kultur
Angegliedert an die Pfennigparade sind eine öffentliche Bibliothek, ein Kulturforum, ein Volkshochschulangebot, ein inklusives Büchercafé namens Beans & Books und eine Theatergruppe mit inklusiver Band, das Kreativ Labor.